# Випробування свердловин

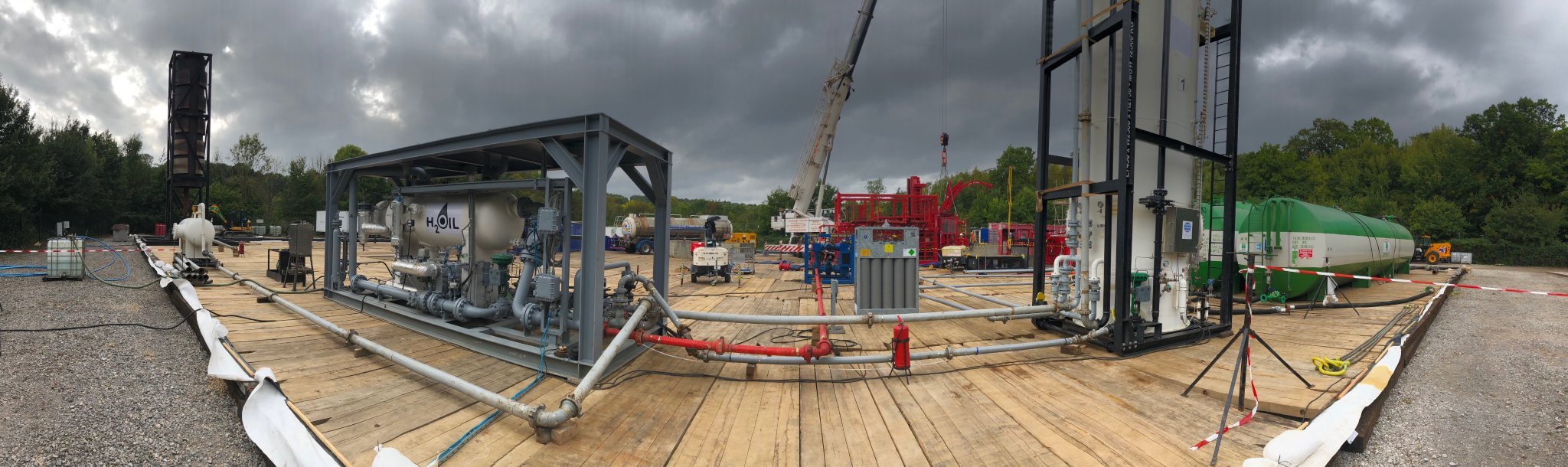
Приклад пакету тестування свердловин. Показано: дросельний колектор, сепаратор для випробування свердловини, факельна труба, розширювальний бак і гирло свердловини.

Випробування свердловин (рос. испытание скважин; англ. hole testing; well testing; нім. Bohrlochprobe f; Bohlöcherforschung f; Bohlochtest m) — перевірка свердловин на стійкість до певного впливу, на здатність до певної дії (напр. на герметичність, на продуктивність).
Випробування свердловини використовується для вимірювання дебіту свердловини протягом певного періоду часу. Під час цього випробування дебіт свердловини підтримується на постійному рівні, а зміна тиску відстежується за допомогою свердловинного манометра. Дані, зібрані під час цього випробування, можуть бути використані для оцінки продуктивності свердловини, розміру пласта і властивостей пластової рідини.

## Різновиди
Розрізняють: Хімічне випробування, Мінералогічне випробування, Технічне випробування, Технологічне випробування.
Випробування герметичності свердловини (рос. испытания герметичности скважины; англ. testing of well (hole) sealing; нім. Prüfung f der Bohrlochdichtheit f) — перевірка герметичності обсадної колони шляхом її опресування і зниження рівня рідини у свердловині (див. герметичність пробуреної свердловини).
Виробничий каротаж: Цей тест використовується для вимірювання дебіту та розподілу флюїду в стовбурі свердловини. Під час цього тесту в стовбур свердловини спускають серію датчиків для вимірювання дебіту і розподілу флюїду. Дані, зібрані під час цього тесту, можуть бути використані для виявлення будь-яких проблем з видобутком, таких як прорив води або газу, а також для оптимізації дебіту свердловини.
Трасерне тестування: Цей тест використовується для вимірювання руху флюїдів у пласті. Під час цього тесту в пласт закачують невелику кількість речовини-трасиратора, а концентрацію речовини-трасиратора контролюють за допомогою серії датчиків. Дані, зібрані під час цього тесту, можуть бути використані для визначення шляхів руху потоку в пласті та оптимізації дебіту свердловини.
Випробування дебіту свердловини: Цей тест використовується для вимірювання дебіту і складу флюїдів у стовбурі свердловини. Під час цього тесту в стовбур свердловини спускають серію датчиків для вимірювання дебіту і складу флюїдів. Дані, зібрані під час цього випробування, можуть бути використані для оптимізації дебіту свердловини і виявлення будь-яких проблем з видобутком, таких як видобуток піску або утворення відкладень.
Випробування бурильної колони: Цей тест використовується для вимірювання продуктивності пласта на ранніх стадіях буріння. Під час цього тесту в стовбур свердловини спускають низку інструментів для вимірювання продуктивності пласта. Дані, зібрані під час цього випробування, можуть бути використані для оптимізації процесу буріння та виявлення будь-яких потенційних проблем з видобутком.
Міні-тестування гідророзриву пласта: Цей тест використовується для вимірювання тиску розриву пласта. Під час цього тесту в пласт закачується невелика кількість рідини під високим тиском, а реакція тиску відстежується за допомогою свердловинного манометра. Дані, зібрані під час цього випробування, можуть бути використані для оптимізації процесу гідророзриву пласта і виявлення будь-яких потенційних проблем з видобутком.
Методика проведення випробувань газових свердловин

Зміна тиску при дослідженні свердловини на одному режимі.

- 1. Складають детальну програму випробувань, готують відповідні прилади та обладнання (діафрагмовий вимірювач, породоуловлювач, манометри), монтують їх на свердловині. Породоуловлювач використовується для визначення кількості твердих домішок.
- 2. Для очищення вибою від рідини і твердих частинок свердло-вину продувають, вимірюючи з моменту пуску дебіт газу і тиск на головці та в затрубному просторі тими ж приладами, що й при випробуванні. При цьому треба враховувати можливе винесення з пласта значної кількості твердих частинок при високих дебітах, що може стати причиною роз'їдання обладнання, утворення пробки на вибої, а при наявності підошовної або контурної води — прориву водяного конуса або язика у свердловину.
- 3. Перед початком досліджень методом сталих відборів тиск на гирлі свердловини повинен бути статичним рст. Дослідження прово-диться починаючи від менших дебітів до великих (прямий хід). Свердловину слід пускати в роботу з невеликим дебітом до повної стабілізації тиску і дебіту. Перша точка індикаторної лінії вибирається з умови, щоб тиск і дебіт свердловини на даній діафрагмі (шайбі, штуцері) не змінювався з часом. Процес стабілізації тиску і дебіту безперервно реєструється і отриманий тиск використовується для визначення параметрів пласта.

Після проведення відповідних замірів тиску на вибої, на гирлі (в фонтанних трубах), в затрубному та міжтрубному просторах і температури в необхідних точках, дебітів газу, рідини і кількості твердих частинок свердловину закривають. Тиск у свердловині починає відновлюватися. Процес відновлення тиску до рст також фіксується безперервно, що дозволяє при відповідній обробці визначити параметри пласта по КВТ (кривій відновлення тиску).
Повний цикл зміни тиску в часі на одному режимі показаний на рисунку 1. Дослідження свердловин проводиться не менше ніж на 5 — 6 режимах прямого і 2 — 3 режимах зворотного ходу.